# Ключна

Ключна — река в России, протекает по Киришскому району Ленинградской области.
Исток — в заболоченном лесу севернее деревни Отрада. Через сеть канав связана с Солоницким болотом. Течёт на северо-запад, мимо деревни Дубняги. Впадает в Чёрную с левого берега, в 32 км от её устья, восточнее деревни Мотохово. Длина реки составляет 16 км.

## Данные водного реестра
По данным государственного водного реестра России относится к Балтийскому бассейновому округу, водохозяйственный участок реки — Волхов, речной подбассейн реки — Волхов. Относится к речному бассейну реки Нева (включая бассейны рек Онежского и Ладожского озера).
По данным геоинформационной системы водохозяйственного районирования территории РФ, подготовленной Федеральным агентством водных ресурсов:
- Код водного объекта в государственном водном реестре — 01040200612102000019438
- Код по гидрологической изученности (ГИ) — 102001943
- Код бассейна — 01.04.02.006
- Номер тома по ГИ — 2
- Выпуск по ГИ — 0